# Эдош
Эдош (фр. Eydoche) — коммуна во Франции, находится в регионе Рона — Альпы. Департамент коммуны — Изер. Входит в состав кантона Гран-Лем. Округ коммуны — Ла-Тур-дю-Пен.
Код INSEE коммуны — 38159. Население коммуны на 1999 год составляло 331 человек. Населённый пункт находится на высоте от 493 до 629 метров над уровнем моря. Муниципалитет расположен на расстоянии около 450 км юго-восточнее Парижа, 55 км юго-восточнее Лиона, 45 км северо-западнее Гренобля. Мэр коммуны — Фредерик Блэн, мандат действует на протяжении 2001—2008 гг.
Динамика населения (INSEE):